# Tecomanthe volubilis
Tecomanthe volubilis là một loài thực vật có hoa trong họ Chùm ớt. Loài này được Gibbs miêu tả khoa học đầu tiên năm 1917.